# Комонджари
Комонджари (фр. Komondjari) — одна из 45 провинций Буркина-Фасо. Находится в Восточном регионе, административный центр провинции — город Гаери. Площадь Комонджари — 5048 км².
Население по состоянию на 2006 год — 80 047 человек.

## Административное деление
Комонджари подразделяется на 3 департамента.